# Gulkindad kakadua
Gulkindad kakadua, även kallad mindre gultofskakadua, (Cacatua sulphurea) är en kakadua som är endemisk för Indonesien och Östtimor.

## Utseende
Gulkindad kakadua är 34 centimeter lång och har helt vit fjäderdräkt, förutom en lång, framåtlutande gul tofs och citrongula kinder. Hannens ögon är svartbruna, honans rödbruna. Den har hög och mycket skrovlig röst.

## Levnadssätt
Gulkindad kakadua bor i trädhål och lägger två till tre vita ägg som ruvas i cirka 28 dagar. Den lever av trädnötter och frukt. Tidigare trodde man att den krävde orörd urskog, men på Sulawesi förekommer den snarare i öppen skogklädd savann.

## Utbredning och systematik
Gulkindad kakadua delas in i tre underarter med följande utbredning:
- C. s. sulphurea – på Sulawesi, Pulau Muna, Butung, Tanahjampea och närliggande öar
- C. s. abbotti – på ön Masalembu Besar i Javasjön
- C. s. parvula – på Små Sundaöarna (från Sumbawa till Timor)

Sumbakakaduan (C. citrinocristata) kategoriserades tidigare som en underart av gulkindad kakadua, men urskildes 2022 som en egen art av IUCN och BirdLife International, 2023 även av International Ornithological Congress.

## Hotstatus
Gulkindad kakadua har minskat dramatiskt i antal på grund av olaglig fångst för burfågelhandeln, förvärrat av habitatförlust. Internationella naturvårdsunionen IUCN kategoriserar den därför som akut hotad, men noterar att minskningen troligen är i avtagande eftersom återstående bestånd huvudsakligen finns inom skyddade områden. Världspopulationen uppskattas till mellan 1200 och 2000 vuxna individer.